# Dipsas sanctijoannis
Espèce
Statut de conservation UICN

 LC  : Préoccupation mineure
Synonymes
- Leptognathus sancti-joannis Boulenger, 1911
- Leptognathus sancti-johannis Werner, 1916

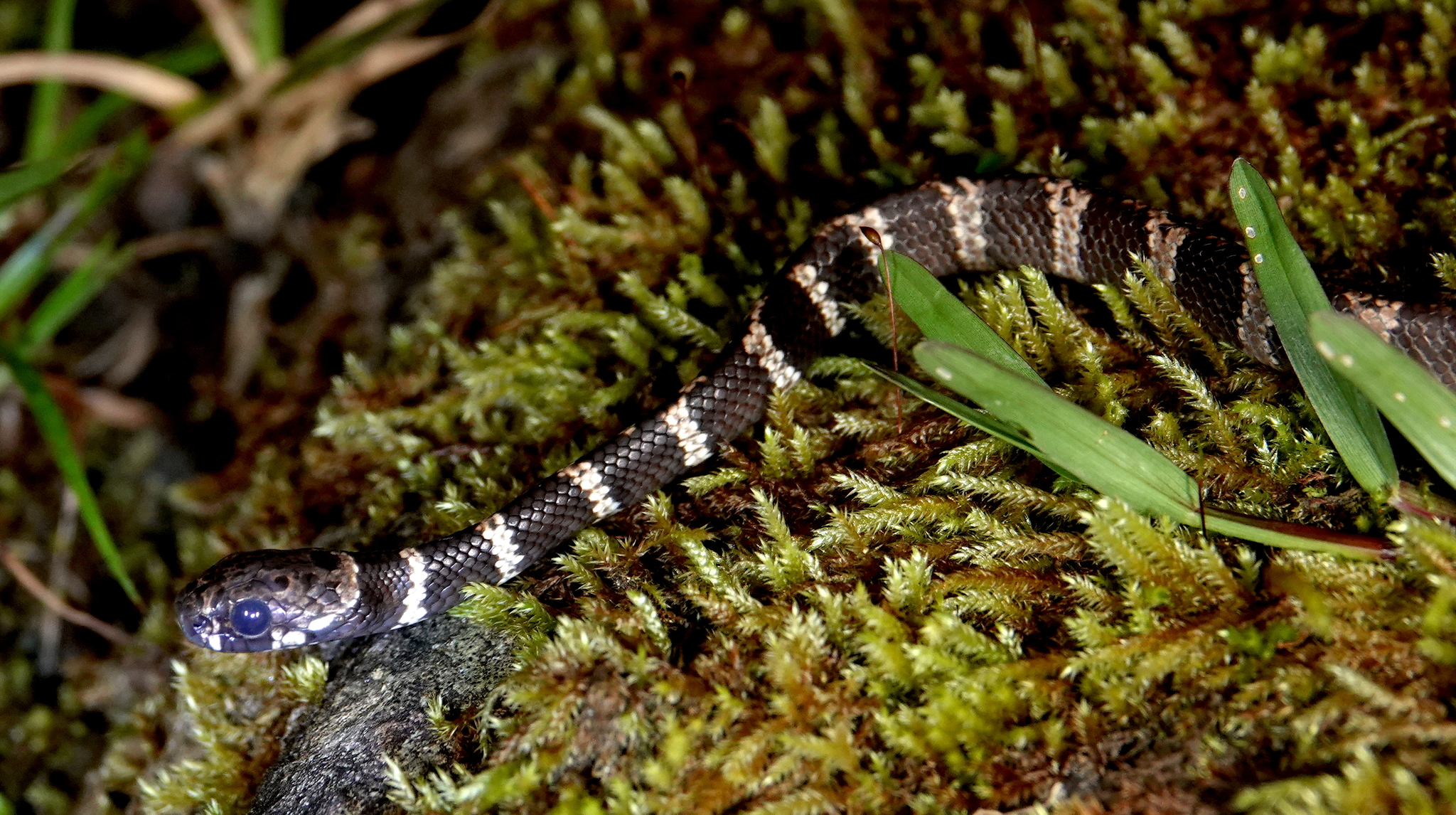
Dipsas sanctijoannis.

Dipsas sanctijoannis  est une espèce de serpents de la famille des Dipsadidae.

## Répartition
Cette espèce est endémique de Colombie. Elle se rencontre dans les départements de Chocó, de Caldas, de Cauca, de Quindío et de Valle del Cauca.

## Description
L'holotype de Dipsas sanctijoannis mesure 600 mm dont 140 mm pour la queue. Cette espèce a la tête brun foncé avec des vermiculations claires, quelques taches noires et une barre sur le front. Son dos est brun noirâtre avec des rayures ou des anneaux clairs.

## Étymologie
Son nom d'espèce, sanctijoannis, lui a été donné en référence au lieu de sa découverte, le río San Juan.

## Publication originale
- Boulenger, 1911 : Descriptions of new reptiles from the Andes of South America, preserved in the British Museum. Annals and Magazine of Natural History, sér. 8, vol. 7, no 37, p. 19-25 (texte intégral).